# Стафилин пахучий
Стафилин пахучий, или быстроног вонючий (лат. Ocypus olens), — вид жуков из подсемейства Staphylininae семейства стафилинид (Staphylinidae). Является биологическим агентом по контролю за численностью улиток-вредителей. Потревоженный жук становится в оборонительную позу: широко раскрывает свои мощные челюсти и поднимает брюшко над головой. На кончике брюшка жуков имеются выделительные железы, из которых при опасности жуки выделяют жидкость с дурным запахом; благодаря данному свойству, виду и было дано научное название olens — «вонючий».

## Распространение
Широко распространён в Европе, откуда и был интродуцирован в Северную Америку. Теперь в США данный вид распространён от юга штата Калифорния до штата Орегон на севере своего ареала. В Калифорнии этот вид впервые был зарегистрирован в 1931 году, вскоре после этого он хорошо освоился в районе залива Сан-Франциско и на южном побережье Калифорнии.

## Описание
Длина тела жуков 17—33 мм. Тело чёрное, матовое, широкое, более или менее параллельное. Последние сегменты усиков тускло-оранжевого цвета и в густых, коротких, чёрных, реже красных волосках. По сторонам на голове, на груди, надкрыльях и брюшке имеются отдельные длинные щетинки.
Голова поперечная, шире груди. Мандибулы большие, острые. Глаза маленькие. Виски длинные с округлыми углами. Усики длиннее головы, не доходят или немного заходят за вершину. Грудь немного удлинённая, без скульптуры или гладких участков, тонко окаймлённый. Надкрылья мало поперечные, без скульптуры и вдавлений. Шов простой. Скутеллум точечный, такой же тёмный как надкрылья. Брюшко пареллельностороннее с сильно выступающими краями, слабо блестящее. Ноги длинные, рыжеватые; голени с длинным шипом и мелкими шипиками; последние сегменты лапок сильно расширены.

## Экология
Пахучий стафилин всеяден. Жуки охотятся на мягкотелых беспозвоночных (черви и моллюски), иногда насекомых (жесткокрылых) и многоножек (Henia vesuviana), питаются живыми и гниющими овощами, цветами, земляной подстилкой из растительных остатков, листьями и фруктами цитрусовых, даже бумажными листьями и картонными коробками, а также трупами своих сородичей. Активных хищных жуков можно наблюдать осенью, тогда как их хищные личинки встречаются весной, в поисках моллюсков. Насекомые встречаются в степях, лесостепях, пустошах, верещатниках, садах, рассадниках и фруктовых садах, а также на возвышенностях, например в дубравах со скальным дубом, на высоте от 200 до 600 метров над уровнем моря.
В местах, где обитают муравьи вида Lasius neglectus, численность особей пахучего стафилина значительно ниже, чем в местах свободных от суперколоний этих муравьёв. Это может обуславливаться недостатком добычи для жуков, которую вылавливают муравьи. Перепончатокрылые вида Phaenoserphus  pallipes (из семейства проктотрупидов) паразитируют на особях данного вида жуков.

## Экономическая значимость
В штате Калифорния данный вид считается потенциальным биологическим агентом по контролю за численностью улиток вида Helix aspersa. В этом штате огромная масса улиток наносит серьёзный ущерб цитрусам, у которых они объедают листья и плоды; кроме цитрусовых улитки наносят столь же серьёзный вред огородным культурам и декоративным растениями. В тех садах, где встречается этот вид стафилинидов улитки Helix aspersa отсутствуют.

## Замечания по охране
Данный вид занесён в Красную книгу Республики Мордовии (2005 г.) в категорию III — редкий вид. Был занесён в Красную книгу Украины (1994 г.), но численность была восстановлена до безопасного уровня, и уже с 2009 года не входит в список охраняемых видов.

## Галерея

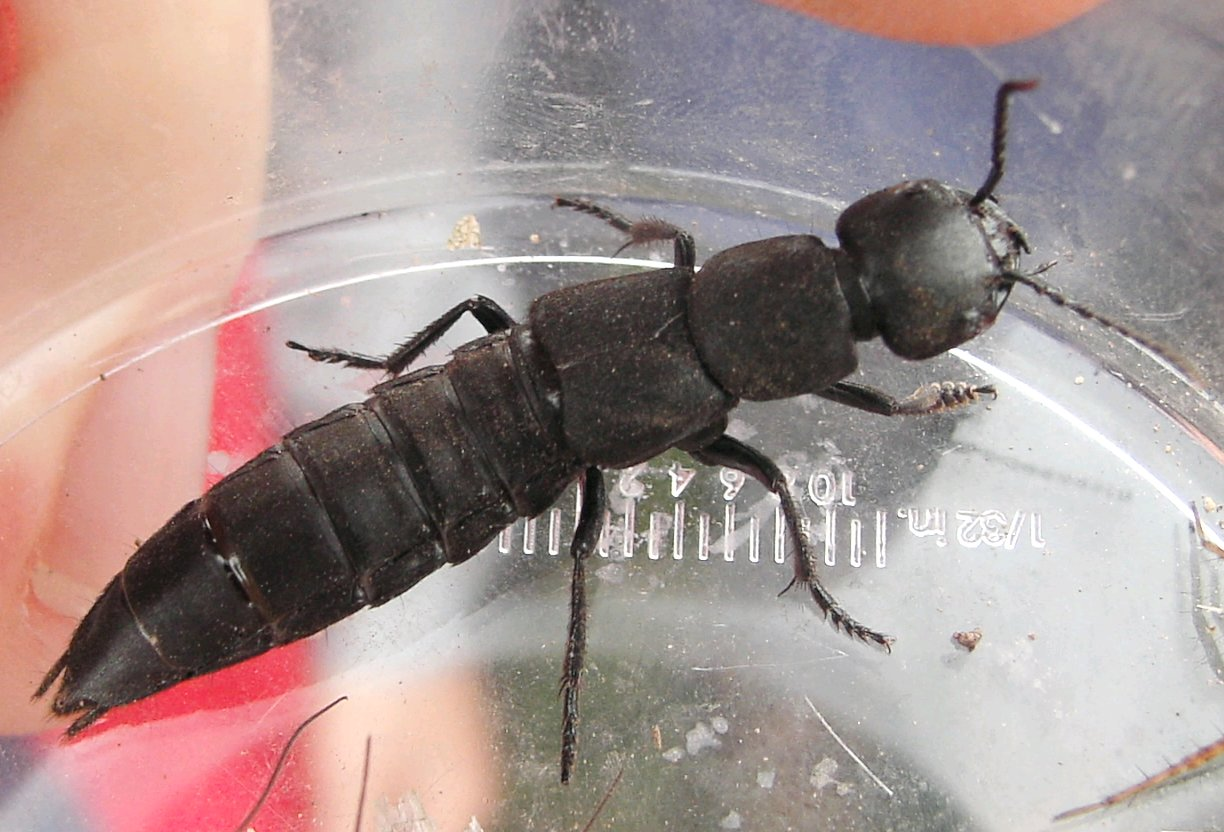
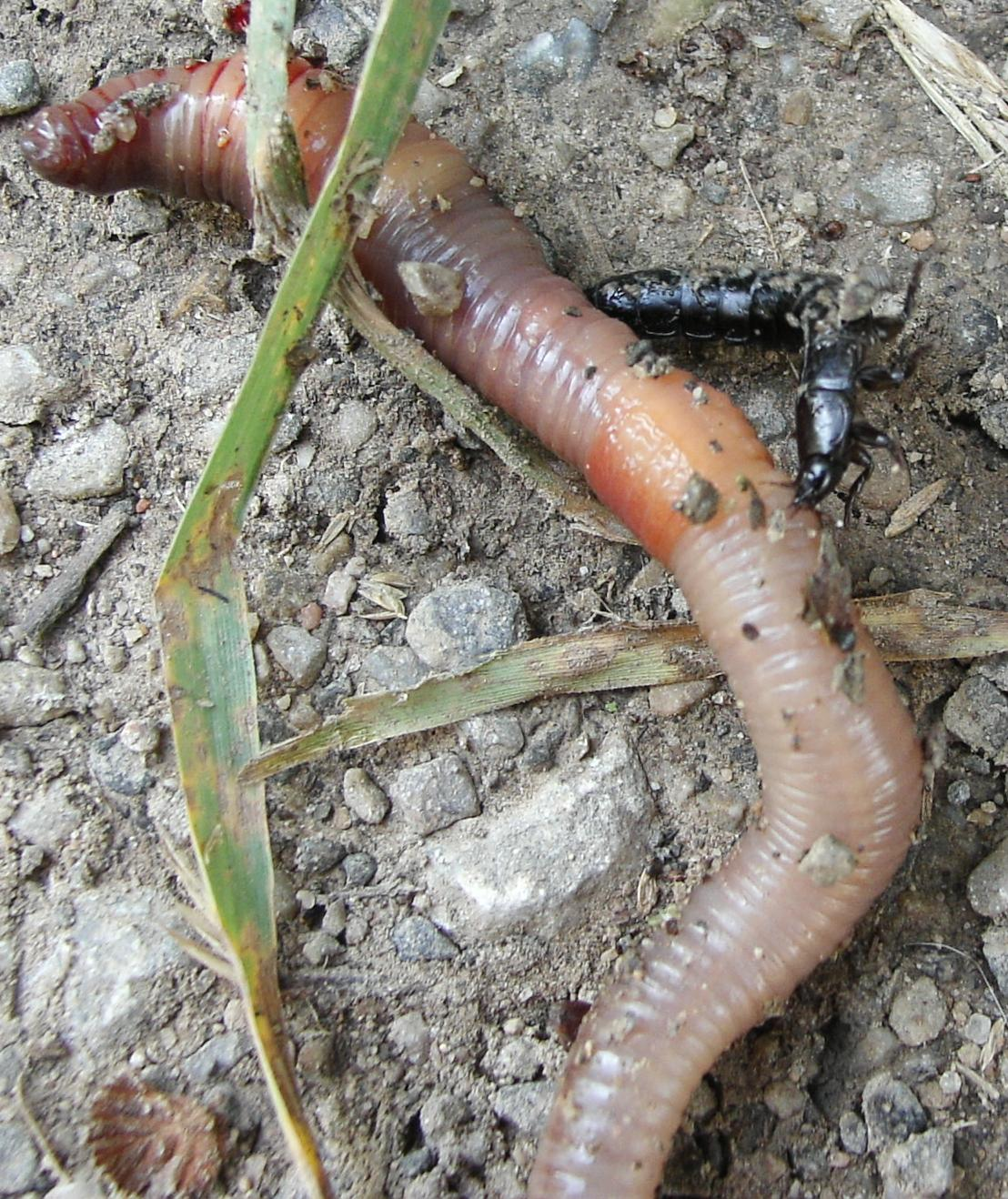
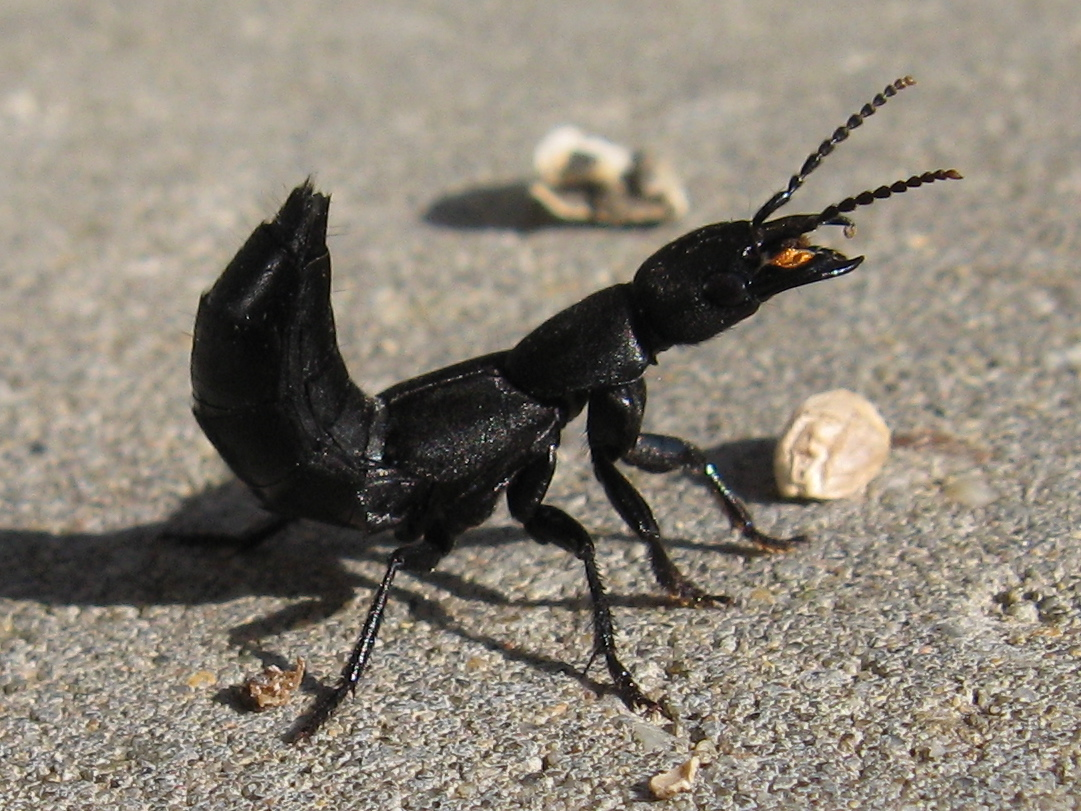
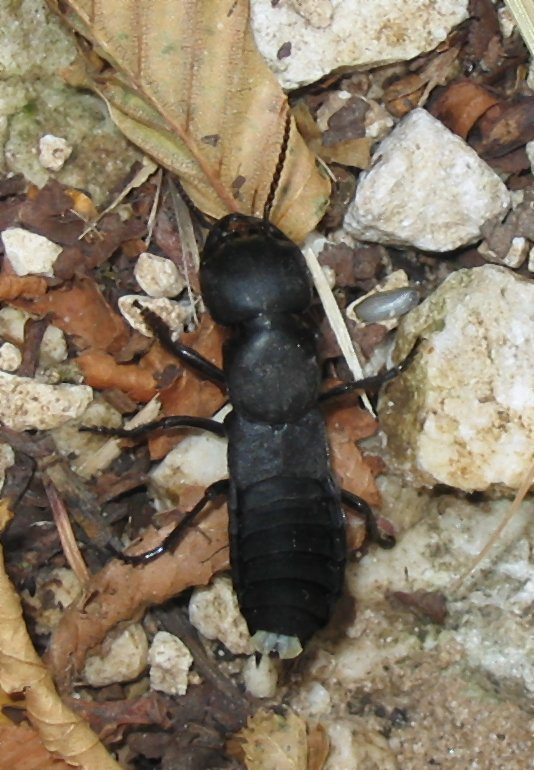